# Tetčice (stacja kolejowa)
Tetčice – stacja kolejowa w miejscowości Tetčice, w kraju południowomorawskim, w Czechach. Znajduje się na wysokości 295 m n.p.m..
Jest zarządzana przez Správę železnic. Na stacji istnieje możliwość zakupu biletów i rezerwacji miejsc.

## Linie kolejowe
- 240 Brno - Jihlava